# Lev Sosnovski
Lev Semjonovitsj Sosnovski (Russisch: Лев Семёнович Сосновский) (Orenburg, 1886 – Moskou, 3 juli 1937) was een Russisch journalist en revolutionair.

## Leven
Sosnovski sloot zich in 1903 aan bij de bolsjewieken. In de jaren twintig behoorde hij tot de populairste journalisten uit de Sovjet-Unie en was uitgever van de kranten "Trud" en "Bednota" en redacteur bij "Na postu". In zijn artikelen stelde hij de bureaucratie en de profiteurs van de Nieuwe Economische Politiek aan de kaak. Sosnovski was een van de oprichters van de ‘Linkse Oppositie’, de beweging rondom Trotski. In 1927, na de val van Trotski, werd hij uit de partij gestoten. Pas in 1934 zwoer hij formeel het trotskisme af, maar uiteindelijk werd hij op 23 oktober 1936 toch gearresteerd. Sosnovski had eigenlijk in januari 1937 berecht moeten worden tijdens het tweede Moskouse showproces maar om nooit opgeklaarde redenen ging dat niet door. In juli 1937 werd hij zonder enige vorm van proces geëxecuteerd.
Sosnovski werd in 1958 gerehabiliteerd.

## Werken
- Het werk Bogatyr: de strijd om de arbeid
- Rusland: geen sprookje, geen legende, maar werkelijkheid
- Daden en mensen